# 14. nordlige breddekreds
Den 14. nordlige breddekreds (eller 14 grader nordlig bredde) er en breddekreds, der ligger 14 grader nord for ækvator. Den løber gennem Afrika, Asien, det Indiske Ocean, Stillehavet, Mellemamerika, Caribien og Atlanterhavet.